# Nyakiraba
Nyakiraba är ett vattendrag i Burundi.   Det ligger i provinsen Bubanza, i den nordvästra delen av landet, 22 km norr om huvudstaden Bujumbura.
Omgivningarna runt Nyakiraba är huvudsakligen savann. Runt Nyakiraba är det tätbefolkat, med 319 invånare per kvadratkilometer.